# Wyrak upiorny
Wyrak upiorny, wyrak upiór (Tarsius tarsier) – gatunek ssaka naczelnego z rodziny wyrakowatych (Tarsiidae).

## Taksonomia
Gatunek po raz pierwszy zgodnie z zasadami nazewnictwa binominalnego opisał w 1777 roku niemiecki przyrodnik Johann Christian Polycarp Erxleben nadając mu nazwę Lemur tarsier. Erxleben nie wskazał miejsca typowego, miejsce to określono w ramach późniejszego oznaczenia na wyspę Selayar, u południowo-zachodniej półwyspowej części Celebesu w Indonezji. Erxleben swój opis oparł „Tarsier or Woolly Jerboa” de Buffona z 1741 roku, którym być może jest zamontowana skóra z czaszką w środku dorosłego samca (sygnatura MNHN-ZM-MO-1994-2465) ze zbiorów Muzeum Historii Naturalnej w Paryżu.
Wyrak upiór jest opisywany najczęściej pod naukową nazwą Tarsius spectrum Pallas, 1779. Zdaniem Wilsona i Reeder oraz specjalistów IUCN, zgodnie z zasadami nomenklatury zoologicznej pierwszeństwo ma nazwa Lemur tarsier Erxleben, 1777.
Autorzy Illustrated Checklist of the Mammals of the World uznają ten takson za gatunek monotypowy.

### Etymologia
Tarsius i tarsier: gr. ταρσος tarsos „stęp”.

## Zasięg występowania
Wyrak upiorny występuje na wyspie Selayar, leżącej na krańcu południowo-zachodniej półwyspowej części Celebes. Raport o okazie „T. spectrum” znalezionym na wyspie Sawu (między Sumbą a Timorem) w 1890 roku prawdopodobnie jest niepoprawnym określeniem miejsca występowania tegoż gatunku.

## Charakterystyka

### Morfologia
Długość ciała 12–14 cm, ogona 23–26 cm (n = 1 ♂♀); masa ciała samic 98 g, samców 103 g. Dzięki bardzo długim nogom to niewielkie zwierzę może skakać między drzewami na odległość 6 m. Jego ogon jest prawie dwukrotnie dłuższy, niż całe jego ciało. Ma cienkie i błoniaste uszy, które mogą poruszać się niezależnie. Ma łącznie 34 zęby.

### Habitat
Zamieszkuje pierwotne oraz wtórne lasy deszczowe, jednak preferuje lasy wtórne ze względu na większą ilość pożywienia. Występuje na wysokości do 1500 m.

### Rozmnażanie
Rozmnażają się dwa razy w roku – w maju i listopadzie. Ciąża trwa około sześciu miesięcy. Zwykle rodzi się jedno młode, ważące około 23 gramów. Usamodzielnia się po 4 do 12 tygodniach. Dojrzałość płciową osiągają po 17 miesiącach. 

## Ekologia
Zwierzę aktywne głównie nocą, są owadożerne. Żyje w grupach rodzinnych. Śpi zawsze z jednym okiem otwartym. Jego oczy mają ponad 3 cm średnicy i są wielkości jego mózgu. Mają niską temperaturę ciała oraz przemianę materii. 

## Status zagrożenia
W Czerwonej księdze gatunków zagrożonych Międzynarodowej Unii Ochrony Przyrody i Jej Zasobów został zaliczony do kategorii VU (ang. vulnerable ‘narażony’).